# Iglesia de San Miguel de Mediavilla
La iglesia de San Miguel de Mediavilla fue un templo románico de la localidad española de Medina de Rioseco, en la provincia de Valladolid. Fue demolido en el siglo XIX.

## Descripción
Ventura García Escobar sostiene que su origen podría remontarse «cuanto menos al siglo XI». La planta era un rectángulo imperfecto, que terminaba en una curva semiesférica en el ábside. Su interior carecía de todo adorno y era «sencillo hasta la pobreza». La denominación de «Mediavilla» provendría de estar ubicada en lo que antiguamente era el centro de la localidad. En palabras de García Escobar:

No son por cierto la magnificencia material, ni la belleza artística su patente de mérito. Lo son, en contrario, su rudeza primitiva, su masa tostada por el sol de los siglos, y carcomida por el peso de los tiempos, su adusto talante, en fin, que atestiguan su fecha. Porque su fecha es su celebridad.
(García Escobar, 1851, p. 68)

Leopoldo Torres Balbás data su demolición en 1861. El historiador y escritor José María Quadrado alcanzó a verla intacta hacia 1860 y escribió sus comentarios en la obra Recuerdos y bellezas de España en el tomo dedicado a Valladolid, publicado en 1861.

... Otro monasterio fundaron ácia (sic) 1132 […] anejándolo (sic) con permiso de la piadosa infanta Doña Sancha […] a la abadía de Santa María de Dueñas, que en 1424 lo trasfirió mediante un censo a cierta cofradía establecida en honor de S. Miguel. Intacto se conserva en medio de la población… Los capiteles de donde arrancan los arcos decrecentes (sic) de sus dos portadas abiertas a los pies y a un lado del edificio, las ventanas de angostos vanos distribuidas en su único ábside , la cornisa agedrezada (sic), los multiformes canecillos, acusan lo simple y tosco de su labor; reina por todas sus partes el semicírculo, escepto (sic) en el arco apuntado de la capilla principal; y las columnas de su nave sostienen en vez de bóvedas enmaderado techo de dos vertientes. Ved ahí el decano de los monumentos de la ciudad.

En el mes de marzo de 1904 la Sociedad Castellana de Excursiones hizo una excursión a Medina de Rioseco cuya visita a los edificios artísticos corrió a cargo del socio Antonio de Nicolás, magistrado y erudito que fue el encargado de hacer la reseña de la visita para el boletín que saldría en abril. En su texto afirma que toda la información sobre la iglesia de San Miguel (conocida también como ermita del Ángel)  —más un breve dibujo de la misma— se la había proporcionado su amigo Benito Valencia Castañeda. Indica que fue demolida como ruinosa por acuerdo de la autoridad eclesiástica y que era la única presencia del románico en la ciudad. Se encontraba situada cerca de la iglesia de Santa María de Mediavilla entre las calles Empedrada, Villarramiel y Calzada de San Miguel. En el lugar del edificio se abrió un corro o plaza que mantuvo el nombre, único recuerdo de aquel templo, donde se ha venido celebrando un baile popular el primer domingo de octubre de cada año. La descripción arquitectónica se asemeja a la que ya dio en su día García Escobar.